# 32112 Katiekumamoto
32112 Katiekumamoto este o planetă minoră (asteroid) din centura de asteroizi. A fost descoperită pe 28 mai 2000 la Stația Anderson Mesa de Lowell Observatory Near-Earth-Object Search. 
Obiectul prezintă o orbită caracterizată de o semiaxă mare de 2,7496343 UAi, o excentricitate de 0,16, o înclinație de 7,72448 ° în raport cu ecliptica.